# Sayumi Michishige
Sayumi Michishige (n. 13 iulie 1989, Yamaguchi, Japonia) este o artistă solo de pop japonez. A devenit liderul trupei, după plecarea lui Risa Niigaki între anii 2012 și 2014. A absolvit Morning Musume pe 26 noiembrie 2014, în prezent ea este de asemenea, o artistă solo.

## Profil
- Nume: Sayumi Michishige
- Poreclele: Sayumin, Sayu, Shigesan, Oyakata
- Data nașterii: 13 iulie 1989
- Locul nașterii: Ube, Yamaguchi, Japonia
- Tipul de sânge: A
- Hobby-uri: lucruri de colectare, vorbind
- Culori preferate: roz
- Anotimpuri preferate: vara, iarna

## Trivia
- Culoarea ei din trupă a fost roz.
- Are un frate mai mare și o sora mai mare.
- A fost mentorul lui Koharu Kusumi.
- A fost prietenă-bună cu Eri Kamei, Reina Tanaka și Masaki Sato.

## Trupe
- Morning Musume
- Morning Musume Otomegumi
- Ecomoni
- H.P. All Stars
- Hello! Project Akagumi
- Wonderful Hearts
- V-u-den
- Muten Musume
- Hello! Project Mobekimasu

## Vezi și
- Morning Musume
- Risa Niigaki
- Koharu Kusumi